# Haux (Gironde)
Haux ist eine französische Gemeinde im Département Gironde in der Region Nouvelle-Aquitaine. Die Gemeinde liegt im Einzugsgebiet der Stadt Bordeaux. Während Haux im Jahr 1962 noch über 493 Einwohner verfügte, zählt man aktuell 843 Einwohner (Stand 1. Januar 2022).
Die Gemeinde gehört zum Kanton L’Entre-deux-Mers im Arrondissement Bordeaux.

## Bevölkerungsentwicklung
| Jahr                      | 1962 | 1968 | 1975 | 1982 | 1990 | 1999 | 2010 | 2016 |
| Einwohner                 | 493  | 552  | 504  | 647  | 729  | 732  | 795  | 827  |
| Quelle: Cassini und INSEE |      |      |      |      |      |      |      |      |

## Baudenkmäler
- Siehe auch: Liste der Monuments historiques in Haux (Gironde)

Kirche Saint-Martin

- Kirche Saint-Martin

## Weinbau
Haux ist eine Weinbaugemeinde; die Rebflächen gehören zu den Appellationen Premières Côtes de Bordeaux und Cadillac.